# ريك لينز
ريك لينز (بالإنجليزية: Rick Lenz)‏ هو ممثل أمريكي، ولد في 21 نوفمبر 1939 في الولايات المتحدة.

## وصلات خارجية
- ريك لينز على موقع IMDb (الإنجليزية)
- ريك لينز على موقع قاعدة بيانات برودواي على الإنترنت (الإنجليزية)
- ريك لينز على موقع قاعدة بيانات الفيلم (الإنجليزية)